# Bryoptera injunctata
Bryoptera injunctata là một loài bướm đêm trong họ Geometridae.